# Mala Reka (gmina Trgovište)
Mala Reka (cyr. Мала Река) – wieś w Serbii, w okręgu pczyńskim, w gminie Trgovište. W 2011 roku liczyła 17 mieszkańców.